# Guy de Baïf
Pour les articles homonymes, voir Baïf.
Guy de Baïf est un ecclésiastique français qui a tout d’abord été abbé de l’abbaye Saint-Pierre de la Couture au Mans de 1409 à 1412. Il devint par la suite abbé de Saint-Aubin d’Angers de 1412 à 1442. Guy fut pourvu par le pape et non par élection. À Saint-Aubin, il a  fait bâtir l’échauguette qui est au haut de la tour Saint-Aubin pour faire le guet. Il est décédé en 1442, et a été enterré aux pieds de l’autel Saint-Michel, sous une tombe où il est représenté en habits pontificaux.
Il est probablement apparenté à la famille de Lazare et Jean-Antoine de Baïf, originaire du Maine.

## Sources
- Roger Barthélémy, « Histoire d’Anjou », Revue de l'Anjou, tome I, page 124.